# Československá námořní flotila
Flotila Československé námořní plavby, mezinárodní akciové společnosti (v roce 1994 přejmenované na Českou námořní plavbu a. s.) byla flotilou námořních nákladních lodí československého, později českého státu ve správě Československé námořní plavby, resp. České námořní plavby. Po privatizaci v roce 1992 následoval rychlý rozprodej flotily 14 námořních lodí.

## Lodě československé / české námořní flotily

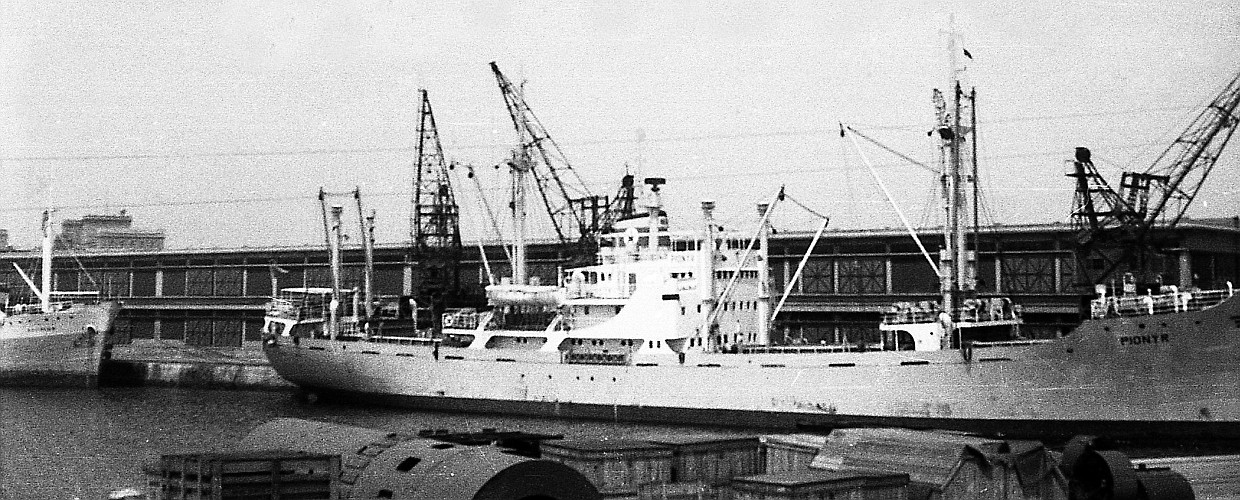
M/S Pionýr v 1961 (přístav Constanţa, Rumunsko)

| Jméno         | Pod čs.vlajkou | Postavena v         | Tonáž (BRT) | Nosnost (DWT) |
| ------------- | -------------- | ------------------- | ----------- | ------------- |
| Republika     | 1952–1962      | Spojené království  | 6,5         | 10,5          |
| Julius Fučík  | 1954–1965      | Francie             | 5,0         | 7,1           |
| Lidice        | 1954–1967      | Finsko              | 5,6         | 8,5           |
| Dukla         | 1958–1965      | NDR                 | 6,5         | 10,0          |
| Mír           | 1958–1967      | Jugoslávie          | 9,3         | 12,5          |
| Ostrava       | 1959–1965      | Jugoslávie          | 13,3        | 20,1          |
| Orava         | 1959–1965      | NDR                 | 6,5         | 10,0          |
| Kladno        | 1959–1973      | Japonsko            | 8,8         | 12,8          |
| Orlík         | 1960–1967      | Polsko              | 6,7         | 10,3          |
| Pionýr        | 1960–1969      | Bulharsko           | 1,9         | 3,1           |
| Jiskra        | 1963–1980      | Bulharsko           | 1,7         | 3,9           |
| Košice        | 1963–1986      | Japonsko            | 16,7        | 26,9          |
| Republika II. | 1964–1973      | Polsko              | 10,8        | 13,9          |
| Brno          | 1965–1981      | Polsko              | 10,8        | 15,2          |
| Vítkovice     | 1966–1987      | Velká Británie      | 24,3        | 41,2          |
| Blaník        | 1967–1990      | Štětín – Polsko     | 5,5         | 5,9           |
| Sitno         | 1969–1990      | Štětín – Polsko     | 5,3         | 5,9           |
| Radhošť       | 1970–1990      | Štětín – Polsko     | 5,3         | 5,9           |
| Kriváň        | 1970–1987      | Štětín – Polsko     | 5,3         | 5,9           |
| Praha         | 1972–1994      | Štětín – Polsko     | 20,3        | 32,3          |
| Mír II        | 1973–1993      | Warnemünde – NDR    | 9,6         | 13,8          |
| Bratislava    | 1974–1994      | Štětín – Polsko     | 20,5        | 31,8          |
| Třinec        | 1975–1998      | Štětín – Polsko     | 20,5        | 33,2          |
| Orlík II      | 1980–1996      | Rijeka – Jugoslávie | 10,4        | 15,8          |
| Slapy         | 1981–1998      | Rijeka – Jugoslávie | 10,4        | 15,8          |
| Lipno         | 1981–1998      | Rijeka – Jugoslávie | 10,4        | 15,9          |
| Orava II      | 1981–1997      | Rijeka – Jugoslávie | 10,4        | 15,9          |
| Karlovy Vary  | 1986–1996      | Japonsko            | 13,5        | 22,6          |
| Vltava        | 1988–1996      | Čína                | 6,4         | 7,9           |
| Otava         | 1988–1994      | Čína                | 6,4         | 7,9           |
| Dunaj         | 1989–1997      | Polsko              | 21,3        | 33,2          |
| Berounka      | 1989–1995      | Čína                | 6,4         | 7,4           |
| Labe          | 1989–1997      | Polsko              | 21,3        | 33,2          |
| Vítkovice II  | 1989–1997      | Jugoslávie          | 16,7        | 26,9          |
| Sázava        | 1989–1995      | Čína                | 6,4         | 7,9           |
| Košice II     | 1989–1997      | Jugoslávie          | 26,1        | 40,9          |
| Tatry         | 1990–1998      | Jižní Korea         | 35,3        | 66,0          |
| Beskydy       | 1993–1998      | Jižní Korea         | 37,5        | 70,4          |
| Svitava       | 1995–1998      | Rumunsko            | 17,6        | 29,0          |
| Šumava        | 1996–1998      | Jižní Korea         | 37,5        | 70,1          |
| Jan Hus       | 1997–1998      | Čína                | 16,4        | 26,0          |
| Jan Žižka     | 1997–1998      | Čína                | 16,4        | 26,0          |
| Prokop Holý   | 1997–1998      | Čína                | 16,4        | 26,0          |
| Želivský      | 1998–1998      | Čína                | 16,4        | 26,0          |